# Monte Cerro Blanco
Il Cerro Blanco, anche conosciuto come Robledo, è uno stratovulcano situato in Argentina nella Provincia di Catamarca, non lontano dal confine con il Cile.
La caldera del vulcano, di 6 km di diametro, si trova nel nord-est dell'Argentina, a 80 km a sud-est del più esteso vulcano Cerro Galán.
Dati di rilevamento geodetico satellitare hanno permesso di osservare fenomeni di subsidenza della caldera negli anni 1990.